# Казанка (Ішимський район)
Каза́нка (рос. Казанка) — присілок у складі Ішимського району Тюменської області, Росія.
Населення — 144 особи (2010, 190 у 2002).
Національний склад станом на 2002 рік:
- росіяни — 78 %